# Seraspitz
Der Seraspitz (im Vorarlberger Flurnamenbuch auch Furkakopf, im Alpenvereinsführer als Serer Falben, Sehrenfalben oder Serafalba bezeichnet, 1891 m ü. A.) ist ein Berg im Walserkamm, Teil des Bregenzerwaldgebirges, der auf dem Gemeindegebiet von Blons und Laterns gelegen ist. Das Furkajoch ist etwa 450 m und das Pfrondhorn etwa 500 m Luftlinie entfernt. Auf dem Gipfel befindet sich kein Gipfelkreuz.
Der Name Serer Falben im Alpenvereinsführer steht im Widerspruch zum Vorarlberger Flurnamenbuch, wo Sernerfalba als Alternativname für das Pfrondhorn angegeben ist. Andererseits widerspricht das Flurnamensbuch mit dem Namen Furkakopf seinerseits dem Alpenvereinsführer, der eine Erhebung nördlich des Furkapasses so bezeichnet.

## Lage
Der Seraspitz ist der zweite Gipfel des Walserkamms (der erste ist das Pfrondhorn), der sich in gerader Linie Ost–West bis in die Stadt Feldkirch zieht und der die südlichste Kette des Bregenzerwaldgebirges ist.
Er ist ein auffallender, ausgeprägter, Gipfel. Die Vegetation besteht aus dichtem Gras und einigen Stauden, Erika und Tannen etc.
Nordwärts unter dem Seraspitz entspringen einige Quellen, die in den Ladritschbach münden bzw. durch den Zusammenfluss mit den Quellen vom Pfrondhorn diesen Bach bilden.

## Benachbarte Gipfel und Einkerbungen bzw. Alpen
Im Osten, etwa 500 m Luftlinie entfernt, das Pfrondhorn (1949 m ü. A.), im Nordwesten etwa 450 m entfernt das Furkajoch (1759 m ü. A.). Südsüdwest etwa 110 m entfernt das Serajöchle (1855 m ü. A.) und etwa 1300 m entfernt die Löffelspitze (1962 m ü. A.).
Westwärts liegt auf Laternser Gemeindegebiet die Gampernestalpe (ca. 650 m Luftlinie entfernt), südwestwärts auf Gemeindegebiet von Blons die Oberalp (ca. 600 m Luftlinie entfernt).

## Wandern
Der nächstgelegene Wanderstützpunkt ist die Imbissstube am Furkajoch und die Portlaalpe (1710 m ü. A., nur im Sommer bewirtschaftet). Auch andere umliegende Alpen sind nur im Sommer bewirtschaftet.
Der Weg vom Furkajoch über das Serajöchle auf den Berggipfel kann in etwa 20 Minuten bewältigt werden (132 Höhenmeter). Eine Wanderung vom Serajöchle über den Seraspitz zum Pfrondhorn benötigt etwa 20 Minuten mehr Zeitaufwand.
Der Berg bedingt Trittsicherheit und gutes Schuhwerk, und die Begehung ist für kleine Kinder nicht geeignet. Bei nasser Witterung besteht im oberen Teil Absturzgefahr.

## Karten
Kompass-Karte 1:50.000, Blatt 2 Bregenzerwald – Westallgäu,